# اینا تراژوکووا
اینا تراژوکووا (به روسی: Инна Тражукова؛ زادهٔ ۱۱ سپتامبر ۱۹۹۰) یک کشتی‌گیر آزادکار اهل روسیه است.
از افتخارات وی می‌توان به کسب مدال طلا مسابقات قهرمانی کشتی جهان ۲۰۱۹ اشاره کرد.